# 岡山縣立博物館

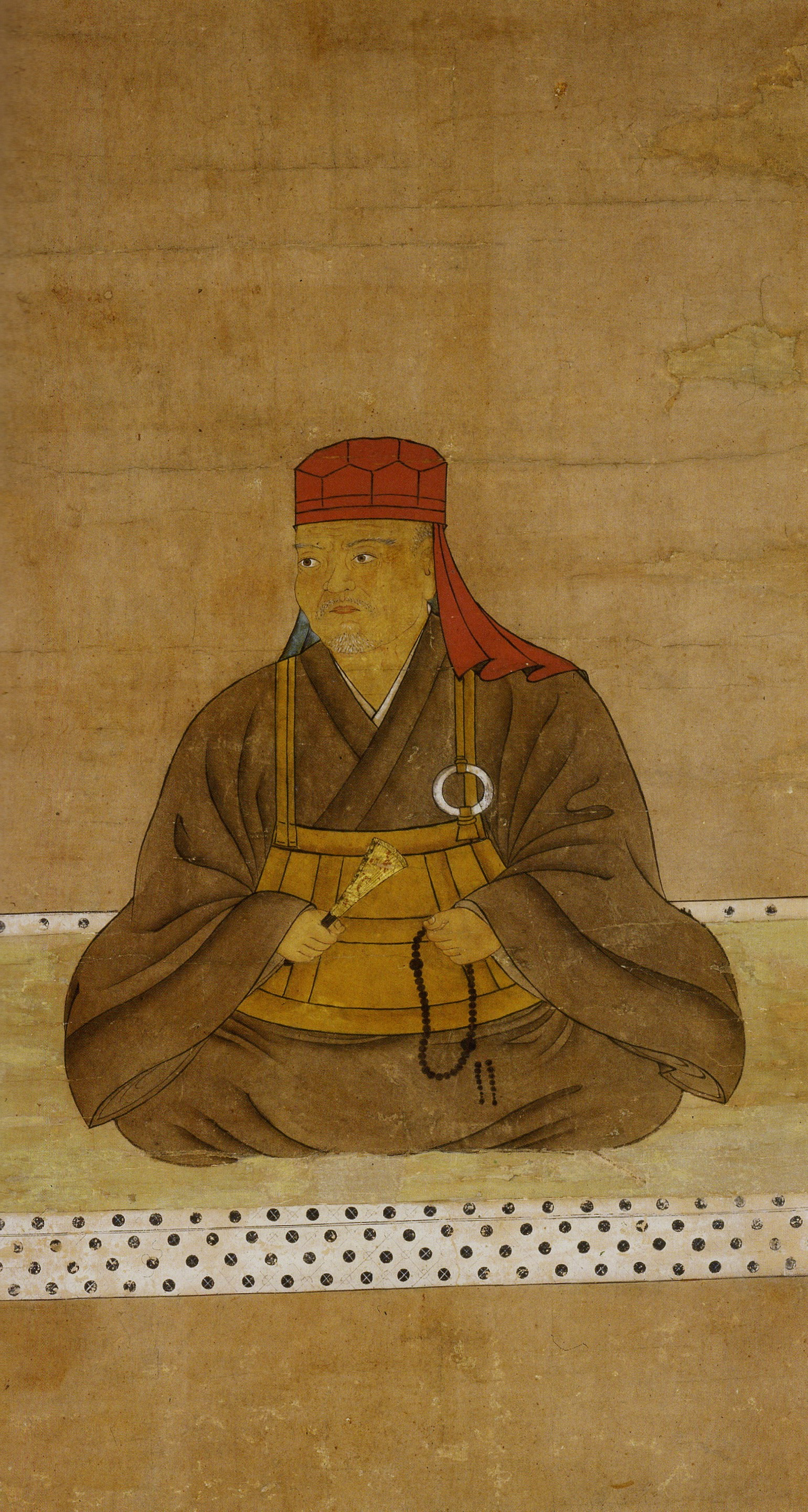
宇喜多忠家像（岡山縣立博物館藏）

岡山縣立博物館（日语：岡山県立博物館，おかやまけんりつはくぶつかん）是位於日本岡山縣岡山市北區後樂園外苑的一座博物館，主要收藏保存古代吉備國為首地區的文物。

## 历史
岡山縣立博物館開館於1971年8月，是岡山縣政100週年紀念事業的一部分。博物館收藏的赤韋威鎧是日本國寶，並且也收藏有眾多重要文化財。

## 外部連結
- 岡山県立博物館 （页面存档备份，存于）
- 岡山県立博物館デジタルミュージアム